# Händlmaier
Die Luise Händlmaier GmbH ist ein Hersteller von Senf und Feinkost mit Sitz in Regensburg.

## Geschichte

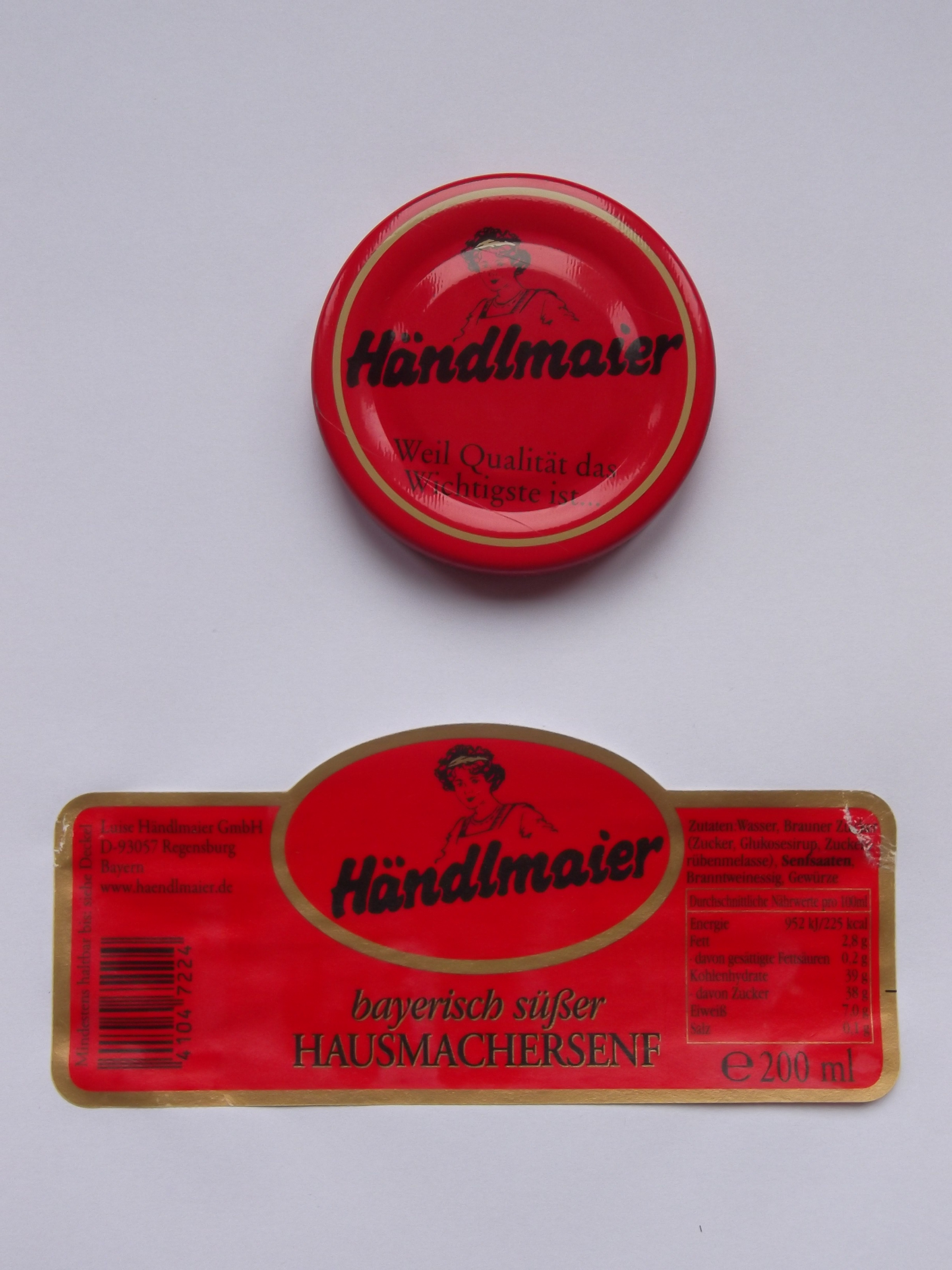
Deckel und Glasetikett bayerisch süßer Hausmachersenf

Im Jahr 1910 gründeten der Metzgermeister Karl Händlmaier und seine Frau Johanna eine Metzgerei in der Gesandtenstraße in Regensburg. Johanna Händlmaier entwickelte 1914 ihren „süßen Hausmachersenf“, ein Senf, der in Bayern hauptsächlich zur Weißwurst verzehrt wird, und legte damit den Grundstein des heutigen Unternehmens.
Ihr Sohn Joseph Händlmaier übernahm 1945 zusammen mit seiner Frau Luise die Metzgerei. Luise Händlmaier führte die Metzgereien nach dem Tod ihres Mannes ab 1955 weiter. 1964 verkaufte sie die sechs Metzgereifilialen an den Regensburger Wurstfabrikanten Ostermeier und konzentrierte sich auf die Senffabrikation.
Nach dem Tod von Luise Händlmaier 1981 übernahm Tochter Christa Aumer die Leitung des Unternehmens, 1988 folgte Aumers Sohn Franz Wunderlich in dieser Funktion.
1992 wurde die Produktion von der Innenstadt in das Industriegebiet Haslbach ausgelagert und das Sortiment schrittweise auf zehn verschiedene Senfsorten sowie diverse Feinkostsaucen und Meerrettiche ausgeweitet.

## Kennzahlen
Das Unternehmen ist in Deutschland Marktführer im Bereich süßer Senf. 2017 betrug der Marktanteil in Deutschland mehr als 60 Prozent. Im Segment Meerrettichprodukte ist das Unternehmen in Bayern die Nr. 2.

## Sponsoring
Seit der Saison 2015/16 tritt Händlmaier als sogenannter Premium-Partner des damaligen Fußball-Bundesligisten FC Ingolstadt 04 auf. Darüber hinaus sponserte das Unternehmen den SSV Jahn Regensburg in der viertklassigen Regionalliga Bayern als Premiumpartner, trat 2012–2013 als Trikotsponsor und tritt zusätzlich als Trikotsponsor des Eishockey-Drittligisten EV Regensburg auf.